# Miley Stewart
Miley Ray Stewart es el personaje central de la franquicia Hannah Montana, interpretado por Miley Cyrus. El personaje fue creado originariamente para la serie de televisión de Disney Channel y también apareció en la película Hannah Montana: La película. Miley es una chica adolescente normal quien, como su alter ego Hannah Montana, vive una doble vida en secreto como una famosa estrella del pop mundial.

## Desarrollo del personaje
El personaje fue nombrado en un principio Zoey Stewart, pero más tarde fue cambiado a Miley Stewart. La serie iba a llamarse “La vida secreta de Zoey” pero pensaron que sería muy parecido a Zoey 101, una serie que pasaban por Nickelodeon.

## Casting

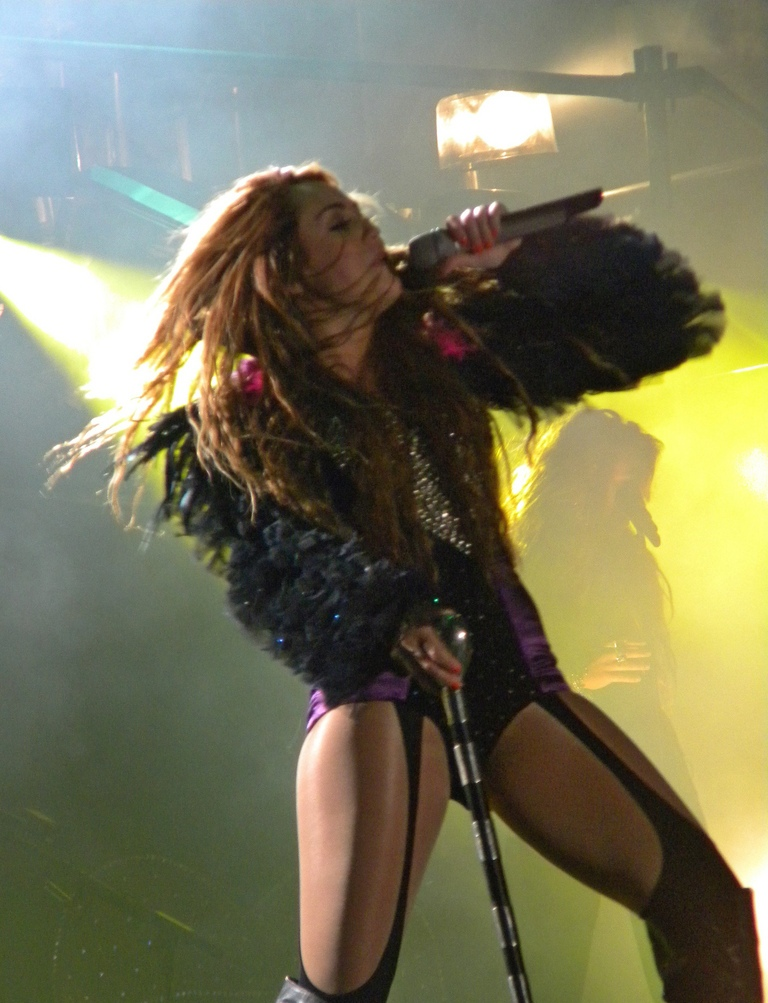
Miley Cyrus (imagen), personificó el personaje de Miley Stewart/Hannah Montana durante toda la serie y también en las dos películas.

Cyrus supo sobre el casting para un nuevo show que estaba realizando Disney a la edad de once años a través de una agencia de talentos de Nashville. Ella envió una grabación para el papel de mejor amiga, pero recibió una llamada pidiéndole hacer una audición para el papel principal. Después de enviar la cinta, voló a Hollywood para realizar más audiciones, Cyrus dijo que era demasiado joven y pequeña para el papel. Sin embargo, la persistencia de Cyrus y su habilidad para cantar, además de actuar, hicieron que los productores de la serie le pidieran hacer más audiciones. Con el tiempo, los productores redujeron la gran cantidad de candidatas, entre las que quedaron Cyrus y Taylor Momsen. De acuerdo con el presidente de Disney Channel, Gary Marsh, Cyrus fue elegida por su puesta en escena animada y con energía, y la vieron como una persona «que ama cada segundo de su vida», con la «relatividad diaria de Hilary Duff y la presencia en el escenario de Shania Twain».
El casting de Cyrus también alcanzó a que su padre en la vida real, Billy Ray Cyrus, consiguiese el papel de padre en el show. Cyrus fue inicialmente cautelosa, de acuerdo a su madre y co-mánager, Tish Cyrus, «la preocupación de Miley entonces era: “oh, Dios mío, la gente va a pensar que estoy aquí por mi padre”». Sin embargo, preocupada de que su familia se separase cuando su padre actuó por primera vez en la serie de televisión Doc, Cyrus cedió y ayudó a su padre a preparar las audiciones para el papel.

## El pasado del personaje
Miley nació en la ciudad ficticia de Crowley Corners en Tennessee el 23 de noviembre de 1992 (la fecha real de nacimiento de Cyrus). Su familia estaba formada por sus padres Robbie Ray y Susan Stewart y su hermano mayor Jackson. Además tiene muchos familiares en su extensa familia, incluyendo su abuela Ruthie Stewart (Margo, la tía Dolly (interpretada por Dolly Parton), el tío Earl y la tía Pearl, y una prima llamada Luanne. Las caracterizaciones dadas a la mayoría de los miembros de la familia son burlas de los estereotipos de patán de pueblo. Ella también tenía un cerdo como mascota llamado Luanne, como su prima, y un hámster llamado Leslie. Tiene un caballo llamado Blue Jeans, que llegó desde Tennessee a Malibú para vivir con Miley y su familia.
Miley heredó el amor por la música de su padre, quien fue un popular cantante de country. Sus padres vieron el potencial de Miley y le regalaron una guitarra. Esto se ve en el episodio Soy Hannah, escúchame croar, cuando Miley lo ve en su portátil.
Cuando ella tiene 17 años, Miley ya es una famosa estrella con el sobrenombre de Hannah Montana. Ella hace todo lo posible por disfrazarse de Hannah para mantener su verdadera identidad en secreto, porque le preocupa que si la gente sabe su secreto, quieran estar con ella sólo porque es famosa. Las únicas personas que sabían su verdadera identidad antes de revelar la identidad al mundo en el episodio Siempre te Recordaré eran su familia y sus mejores amigos, Lilly Truscott y Oliver Oken y su guardaespaldas Roxy. Sin embargo en el episodio Hannah Montana en el Despacho del Director se muestra que el Presidente de los Estados Unidos conoce su secreto.

## Vida personal
Aparte de su vida como estrella del pop, Miley lleva una vida normal. Le gusta el camping y pasar el rato en la playa, pero no es para nada una atleta. Tiene miedo a las arañas y a ir al dentista. A menudo también tiene que luchar con su confianza en sí misma y su trabajo escolar.

### Colegio
En la primera temporada, Miley está en el 8.º (2.º de la ESO) en el Seaview Middle School, y en la segunda temporada entra en el Seaview High School. En los primeros episodios de la tercera temporada ya es estudiante de segundo año (4.º ESO) y más tarde, en tercero (1.º de bachillerato) antes del comienzo de la cuarta temporada. A pesar de que su padre le ofrece estudiar desde casa, Miley decide ir al colegio público para ser una «niña normal», una decisión de la que a veces se arrepiente. Debido a su doble vida, a menudo está en situaciones incómodas y se ve obligada a mentir para ocultar su secreto.
Los mejores amigos de Miley son sus compañeros de clase Lilly Truscott (Emily Osment) y Oliver Oken (Mitchel Musso) quienes conocen su secreto y lo guardan del resto de compañeros.

### Relaciones
Miley es especialmente cercana con su padre, de quien recibe muchos consejos y apoyo emocional. Además valora sus relaciones con sus mejores amigos Lilly y Oliver. Sin embargo Miley se muestra incómoda con el hecho de que ellos estén saliendo. Su relación con Lilly en ocasiones se tuerce, pero siempre se perdonan. En el episodio Lo que no me gusta de ti, Miley les pide a Oliver y Lilly que dejen sus peleas de lado. Pero Miley, mostrando lo buena amiga que es, hace una mini película de Indiana Joannie, que hizo que Lilly y Oliver se perdonasen. La relación de Miley con su hermano Jackson es a menudo hostil. Los dos están siempre peleando y hablando mal el uno del otro. Sin embargo, en algunas conversaciones privadas, tanto Miley como Jackson dicen que se quieren y aprecian, pero que no están dispuestos a admitirlo en público.
Miley tiene también varias citas, muchas de las cuales han durado poco.
Oliver Oken (interpretado por Mitchel Musso): es el mejor amigo de Esther y Lilly. En Te amo (No, a ti no), Miley cree que Oliver está enamorado de ella cuando le oye por casualidad (mientras dormía en el hospital porque se había roto el tobillo) diciendo «Te quiero». Sin embargo, después de hablar con su padre, cree que Oliver se mudará pero cuando Lilly le anuncia que está enamorada de Oliver, Miley le dice la verdad. Miley y Lilly idean un plan para que Oliver vuelva pero descubren que él estaba practicando como decirle «Te quiero» a Lilly. Los dos se dicen que se aman al final del episodio. (Es mencionado en este episodio que ni Miley ni Oliver tienen sentimientos amorosos entre ellos). Sin embargo, Oliver estaba enamorado de Hannah antes de saber que era Miley, al principio, ella no quería que él supiese quien era, pero cuando se lo dijo, él la vio sólo como una amiga.
Jake Ryan (interpretado por Cody Linley): Jake es una famosa estrella de la televisión. Miley y Jake se conocen cuando Jake asiste al Seaview Middle School. Jake se siente atraído por Miley porque es la única persona que no se impresiona de su llegada. Miley al principio niega sentir nada por él, pero intenta «ponerle celoso» usando a otros chicos. Esto funciona y Jake acaba besándola, pero Jake le dice que se tiene que ir a rodar una película a Rumanía. Jake reaparece en El corazón adolorido de Jake (Parte 1) e intenta que Miley vuelva con él. Ella decide darle una oportunidad, después de que Jake revele sus sentimientos en un programa de televisión. Miley le dice a Jake que ella es Hannah Montana, porque Jake dijo su secreto a Miley. Jake intenta parecer normal como Miley, pero no puede soportar la presión de no conseguir todo lo que quiere y los dos deciden ser solo amigos, aunque en Jake... Otro pequeño pedazo de mi corazón, Miley y Jake aún tienen sentimientos por el otro, pero no lo admitirán. En La azotea Miley elige a Jake de entre Jesse (el guitarrista) porque tienen mucha historia juntos y cree que podría ser él. Entonces ellos empiezan oficialmente a salir. Se desconoce si siguieron juntos o no, porque Jake nunca apareció después de ese episodio. Sin embargo, en la cuarta temporada, en el episodio Montaña rusa California se da a entender que los dos siguen juntos porque Miley habla mucho de Jake en ese episodio. En el episodio El final, Oliver recibe un mensaje con imágenes de Jake engañando a Miley, así que Miley rompe con Jake en la grabando el especial de Navidad con la estrella invitada Sheryl Crow. Al final, la relación termina bien.
Travis Brody (interpretado por Lucas Till): Travis es un amigo de la infancia de Tennessee. Los dos se gustaban cuando eran niños. Se reencontraron cuando Miley vuelve a Tennessee en Hannah Montana: La película. Él descubre que Miley es Hannah y se besan, asumiendo que están juntos. Sin embargo, aunque la película no lo muestra, rompen debido a que Miley tiene que volver a California y su relación no funcionaría a distancia. Además, no se le menciona en los episodios después de la película.
Jesse (interpretado por Drew Roy): es parte de la banda de Hannah en La azotea. Hannah pretende gustar a Jesse para que así a Robby le caiga bien Jake. Pero ella empieza a sentir cosas por él. Miley escucha a su corazón y elige al chico que «podría ser». Termina eligiendo a Jake. En el episodio de la cuarta temporada El concierto, sale en una cita con Jesse (como Miley) pero se enfada cuando él responde a una llamada de su padre, pero Jesse le dice que tomo la llamada porque su padre está en Afganistán y no hablan a menudo. Miley se inspira en un concierto para Hannah para familias de militares. En otro episodio de la cuarta temporada, Miley revela a Jesse que ella es Hannah. Él ya lo sabía. Jesse no puede con la presión de salir con Hannah y rompe con Miley. Al final del episodio, Jesse vuelve y Miley le revela al mundo su secreto.

### Música
Aunque nunca toca instrumentos mientras actúa como Hannah, Miley puede tocar el piano y la guitarra. Ella posee varias guitarra acústicas y eléctricas, incluyendo una negra a la que ella llama «Whammy Bar Wally» y otra rosa brillante Stardust Series Daisy Rock. En Hannah Montana: la película, una guitarra acústica personalizada Gibson.
Aunque su padre es su principal escritor de canciones, Miley también ha escrito algunas pocas canciones. En Ella es super soplona, Miley escribe la canción «I Miss You» sobre su madre después de saber que su padre sale con otra mujer. (En la vida real, la canción fue escrita por Miley para su abuelo Ron Cyrus). En Hannah Montana: La película, escribe «Butterfly Fly Away» y «The Climb». Miley escribió «Butterlfy Fly Away» después de una pelea con Travis (Till) y su padre. En la historia, «The Climb» empieza cuando está en el gallinero escribiendo. Travis le dice que la canción no representa quien es o lo que siente. Después en un concierto, ella la canta con sus nuevas letras. Más tarde, en el episodio La azotea, Miley escribe la canción «I'm Just Having Fun». Mientras practica con su banda, Miley decide que la canción necesita otra letra más innovadora. Entonces, cuando estaba enfadada con su padre, Miley cambia las letras a No me importa lo que dices, no me importa lo que dices, sólo porque seas mi papá no significa que te metas en mi camino. Ella decide abandonar la canción, pero más tarde, con su guitarrista decide hacer «He Could Be the One», inspirada en Jake (Cody Linley) y Jesse (su guitarrista). En la cuarta temporada, Miley escribe varias canciones que son escuchadas a lo largo de toda la temporada. También hizo una canción con Iyaz llamada «Gonna Get This».

## Hannah Montana
Hannah Montana es el alter ego de Miley Stewart. El personaje fue originariamente nombrado Alexis Texas, pero el nombre fue cambiado a Hannah Montana. Hannah existe como una secreta identidad, una estrella del pop extremadamente popular y mundialmente conocida. Las muchísimas fanes de Hannah no son conscientes de que ella es en verdad una adolescente normal, y Miley intenta mantener sus dos vidas separadas la una de la otra.

### Apariencia

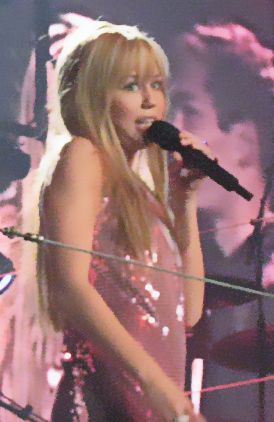
Miley caracterizada con la peluca de Hannah Montana durante el Tour Lo mejor de los dos mundos.

Hannah usa una peluca rubia que es la principal diferencia entre ella y la morena Miley, aunque Hannah también suele llevar ropa más extravagante, maquillaje y a veces gafas de sol grandes. En la historia Hannah Montana, la famosa peluca rubia fue escogida por Roxy. (En la vida real, la peluca no fue elegida hasta el segundo episodio. La original peluca vista en el episodio piloto era de un estilo bastante más diferente). Además Miley menciona que intencionadamente diseñó el look de Hannah basando en su madrina, Dolly Parton.
Miley anteriormente sufrió una crisis de imagen en Aún hay otro lado de mí, en el cual cree que el look de Hannah está pasado de moda. Después de considerar una «Tecno Hannah», «Half-Dolla Hannah» (hip hop) y la «Anti-Hannah» (grunge), Miley decide que sus fanes la quieren por quien es.
Empezando la tercera temporada, el look de Hannah cambia ligeramente. Su peluca es más corta y su ropa también cambia. Esto es discutido en el DVD Keep it real en el extra «El maquillaje de Miley- Hannah tiene nuevo look». Cyrus y su equipo describen el look como «ochentero con ostentación y glamur de la moda moderna». Además también es revelado en el episodio Chica Super(sticiosa), como parte de Los magos a bordo con Hannah Montana, que lleva un guante rosa durante los conciertos, que se puede en los videos de It's all right here y Let's get crazy. Simboliza que Hannah Montana está creciendo. En la cuarta temporada, la peluca es de nuevo más larga y rizada.

### Carrera
La carrera musical de Hannah Montana es muy exitosa, aunque hay algunos pocos errores. En el episodio piloto, dice que continuará un «tour exitoso» el cual ya tiene todas las entradas vendidas. En Todavía otro lado de mí, Robby dice que ha escrito 15 números uno para ella. Sin embargo, quizás estaba exagerando, ya que en Miley hiere los sentimientos de una estrella de la radio dice que ha escrito 14 números uno para ella. Hannah además gana varios premios, incluidos el premio «Botín» Arranque de plata por la mejor fusión pop country con la canción True friend, y un premio internacional de música por la artista femenina del año. Ella además es honrada con su propio diamante en el paseo de los Diamantes de Hollywood, una parodia del paseo de la fama de Hollywood. También canta para la Reina de Inglaterra y el presidente de los Estados Unidos. La mayor rival de Hannah es la estrella del pop Mikayla (Selena Gomez), quien está decidida a robarle las fanes a Hannah.
Más allá de su carrera musical, Hannah también actúa. Fue la estrella invitada en el programa de televisión Zombie High como Zaronda, la Princesa de la Muerte. El personaje de Jake Ryan salva a Zaronda del Portal del Inframundo. Más tarde, Hannah protagoniza su propia película Indiana Joannie y la maldición de la cobra dorada, por Rob Reiner, junto con Chace Crawford. Hannah también tiene su propio perfume y productos de cuidado facial.
Como una reconocida celebridad, Hannah aparece regularmente en talk shows y asiste a glamurosas fiestas. A pesar de ser ficticia, Hannah conoce muchas celebridades reales, incluidos algunos de los amigos de Miley Cyrus, tales como Taylor Swift y los Jonas Brothers.

### Discografía
- Hannah Montana (2006)
- Hannah Montana 2 (2007)
- Hannah Montana: The Movie (2009)
- Hannah Montana 3 (2009)
- Hannah Montana Forever (2010)

#### Discos en directo
- Hannah Montana & Miley Cyrus: Best of Both Worlds Concert (2008) CD+DVD

### Propósito
Miley tiene varias razones para crear a Hannah. Ella tiene miedo de que todos en el colegio descubran que es famosa y no la traten igual. Mientras disfruta de la atención de la fama como Hannah, también quiere tener la opción de «salir» de ese papel. Miley también valora la privacidad y no quiere fanes o paparazzis detrás de ella. De esta forma, Hannah Montana presenta una única inversión de las típicas experiencias de una celebridad. Mientras la mayoría de las celebridades se hacen famosas por sí mismas y más tarde necesitan disfraces para no ser reconocidas en público, Hannah Montana se hace famosa por su disfraz, y tiene la libertad de estar en público como es ella misma.
Como un beneficio secundario, Miley también usa a Hannah con propósitos especifícos, como espiar. También usa a Hannah de otras formas. En Dinero por nada, culpa gratis, Hannah consigue dinero para una obra de caridad del colegio en la que Miley está compitiendo. En Adiós, adiós, pelota, Hannah actúa en un restaurante para conseguir una autógrafo de béisbol para Jackson. En Licencia previa, Hannah obtiene su permiso de conducir después de que Miley suspenda el examen. Hannah también a veces intenta usar su doble personalidad como excusa. Por ejemplo, en Pelea por la fiesta, Miley le pregunta a Robby como Miley, no como Hannah, porque «Hannah no hace nada mal».

### Más allá del show
Hannah Montana es un personaje que ha encontrado fama más allá del show del televisión, principalmente como artista. Tres de las siete bandas sonoras lanzadas (Hannah Montana, Hannah Montana 2 y Hannah Montana: The Movie) estuvieron en los puestos más altos en Estados Unidos de la lista Billboard 200. Desde septiembre de 2006 a octubre de 2006, interpretó varias canciones de Hannah Montana durante el Tour The party just began, como telonera de las Cheetah Girls. Más tarde, de octubre de 2007 a enero de 2008, Miley Cyrus realizó un exitoso tour como Hannah Montana. El tour, llamado Lo mejor de los dos mundos, se convirtió en un ejemplo a imitar como la popularidad de la ficticia Hannah Montana vista en la serie se traspasó a la vida real. La popularidad de Hannah también le dio la oportunidad a Miley Cyrus para convertirse en estrella del pop por su propio camino.
Hannah también aparece en Hannah Montana: La película, los libros de Hannah Montana, y hace otros dos cameos en series de Disney Channel. Aparece en The Suite Life of Zack and Cody, en el episodio «That's So Suite Life of Hannah Montana» junto con Raven Baxter y en The Suite Life on Deck en el episodio Wizards on Deck with Hannah Montana. (Aunque los personajes de Wizards of Waverly Place y Hannah Montana nunca coincidieron en el rodaje).

## El secreto de Miley
Mantener el secreto de Miley a salvo refuerza sus dos lados. Como Hannah, debe mantener a sus fanes engañados de que es Hannah Montana, y como Miley, debe mantener a sus amigos engañados de que es una chica normal. En entrevistas, Miley Cyrus habla de lo poco creíble de mantener un secreto como el que Miley y su familia hacen en la serie en un mundo de intensos medios de comunicación. La serie, sin embargo, permanece con la práctica falta de incredulidad.
En el show, otras tres personas (Robby, Lilly y Oliver) también llevan disfraces cuando están cerca de Hannah para prevenir que alguien les relacione con Miley (Jackson es él mismo, como un amigo de la infancia). Hannah normalmente también se cambia de limusina cuando deja los conciertos para despistar a los paparazzis. Miley también depende del silencio de la gente que conoce su secreto. Esto incluye a los miembros de su familia: Robby, Jackson, la abuela Ruthie, Tía Dolly, Tío Earl y Tía Pearl, su prima Luanne, su amiga Lilly Truscott, su amigo Oliver Oken, Jake Ryan, Farmine y Roxy, así como el Oficial Diaria y su hija Kelsey, Siena y el presidente de los Estados Unidos. (Este grupo de gente crece al final de Hannah Montana: La película).
A pesar de sus cuidadosos esfuerzos, su padre parece disfrutar escribiendo canciones para Hannah Montana que explícitamente hablan de una doble vida, tales como The Best of Both Worlds, Just Like You, the other, Rock Star, Old Blue Jeans, Just a Girl, Supergirl y Ordinary Girl. Frustrada con esto, Miley se quejó una vez «¡Quizás deberías tatuarme mejor en la frente “Soy Miley Stewart”!». Además, en el episodio Vamos a estudiar-ar-ar, Rico descubre el secreto de Miley a través del el baile de los huesos, que Miley creó con la música de la canción Nobody's Perfect. Pero al final Miley, Lilly y Oliver convencieron a Rico de que Miley no es Hannah Montana.
En Hannah Montana: La película, Hannah se revela como Miley durante un concierto en Crowley Corners, Tennessee, su ciudad natal, pero sus fanes no quieren que deje de ser Hannah y le prometen guardar el secreto. Esto es mencionado en Perdón un poquito durante una discusión entre Miley y Jackson, queriendo significar que la película se situaría en medio de la tercera temporada de la serie.
Cerca del final de la serie, en Siempre te recordaré, Miley revelá su secreto en el el show de Jay Leno quitándose la peluca y cantando la canción Wherever I Go como Miley. Ella consigue una ovación del público y el episodio finaliza con Miley sonriendo. Lilly y Robby también se quitan sus disfraces.